# Nemanskoje
Nemanskoje (russisch Неманское deutsch Trappönen, 1938 bis 1945 Trappen, litauisch Trapėnai) ist ein Ort in der russischen Oblast Kaliningrad. Er gehört zur kommunalen Selbstverwaltungseinheit Munizipalkreis Krasnosnamensk im Rajon Krasnosnamensk.

## Geographische Lage
Nemanskoje liegt am Südufer der Memel (russisch: Neman, litauisch: Nemunas) gegenüber dem litauischen Städtchen Viešvilė (Wischwill). Zwei Nebenstraßen (27K-111 und 27K-320) verbinden den Ort mit dem südwestlich gelegenen Lesnoje (Groß Lenkeningken/Großlenkenau) bzw. mit Pogranitschny (Schillehnen/Waldheide) im Osten. Bis zur einstigen Kreisstadt Neman (Ragnit) sind es 24, bis zur heutigen Rajonstadt Krasnosnamensk (Lasdehnen/Haselberg) 14 Kilometer. Eine Bahnanbindung besteht nicht. Von 1925 bis 1945 verband eine Postomnibuslinie Trappönen mit Schillehnen bzw. Ragnit und Tilsit (heute russisch: Sowetsk).

## Geschichte
Das langgestreckte und große Dorf Trappönen hieß ursprünglich Szemgallen und hatte auch den Ortsteil Augstrogallen. Szemgallen wurde schon im 14. Jahrhundert in den Littauischen Wegeberichten erwähnt. Dazu kam noch der zwei Kilometer westlich gelegene Wohnplatz Böttchershof (heute nicht mehr vorhanden). Vor 1945 gab es in Trappönen 72 Landwirtschaften mit 122 Gehöften, außerdem 24 Betriebe mit handwerklichem Hintergrund. Auch waren hier acht Schiffseigner als bedeutender Wirtschaftszweig angesiedelt, denen der vorhandene Hafen, erbaut 1904/05, zur Überwinterung diente. Ein Sägewerk und eine Ziegelei verschafften dem Ort zusätzliche Bedeutung. Vor 1945 gab es eine Wagenfähre über die Memel, die heute, wo der Fluss Grenzfluss zwischen Litauen und Russland ist, nicht mehr besteht. Trappönen war Sitz einer Oberförsterei, die das im Südwesten und im Südosten des Dorfes bestehende weitflächige Waldgebiet, den heutigen les Nemanski (Memelwald) betreute. Im Jahr 1938 wurde Trappönen in Trappen umbenannt.
In Folge des Zweiten Weltkrieges wurde der Ort mit dem gesamten nördlichen Ostpreußen der Sowjetunion zugeordnet. Im Jahr 1947 erhielt er den russischen Namen Nemanskoje und wurde gleichzeitig Sitz eines Dorfsowjets im Rajon Krasnosnamensk. Der russische Name nahm Bezug auf die Lage des Ortes am Fluss Memel, russisch Neman. Von 2008 bis 2015 gehörte Nemanskoje zur Landgemeinde Alexejewskoje selskoje posselenije, von 2016 bis 2021 zum Stadtkreis Krasnosnamensk und seither zum Munizipalkreis Krasnosnamensk.

### Amtsbezirke Trappönen- (Trappen-) Dorf und Forst 1874–1945
Im Jahr 1874 wurde Trappönen namensgebender Sitz zweier Amtsbezirke im Kreis Ragnit: des Amtsbezirks Trappönen-Dorf und des Amtsbezirks Trappönen-Forst. Seit 1922 gehörten sie zum Kreis Tilsit-Ragnit. 1939 wurden sie in Amtsbezirk Trappen-Dorf bzw. Trappen-Forst umbenannt.
Ihnen gehörten folgende Landgemeinden (LG) und Gutsbezirke (GB) an:
im Amtsbezirk Trappönen-Dorf
| Name           | Änderungsname von 1938 | Russischer Name nach 1945 | Bemerkungen                                                                        |
| -------------- | ---------------------- | ------------------------- | ---------------------------------------------------------------------------------- |
| Mösen (GB)     | Klein Hartigsberg      |                           | Wurde 1928 an die LG Budupönen-Uthelen im Amtsbezirk Trappönen-Forst angeschlossen |
| Trappönen (LG) | Trappen                | Nemanskoje                |                                                                                    |

im Amtsbezirk Trappönen-Forst
| Name                   | Änderungsname von 1938  | Russischer Name nach 1945 | Bemerkungen |
| ---------------------- | ----------------------- | ------------------------- | --- |
| Budupönen-Uthelen (LG) | Hartigsberg (seit 1931) | Dolschanskoje             | |
| Trappönen, Forst (GB)  | Trappen, Forst          | les Nemanski              | Mit der Oberförsterei Trappönen und den Förstereien Chlum, Dachsberg (seit etwa 1880), Fuchswinkel (seit etwa 1880), Galbrasten (bis etwa 1880), Hartigsberg, Katzenfang und Torfhaus. Diese wurden 1929 ausgegliedert und an die umliegenden Landgemeinden angeschlossen. Der Gutsbezirk gehörte übergreifend auch zum Amtsbezirk Königswalde im Kreis Pillkallen. |
| Treibgirren (LG)       | Treiben                 |                           | Hieß zunächst (auch) Lenkeninkehlen. Wurde 1928 an die LG Budupönen-Uthelen angeschlossen |

### Nemanski selski Sowet/okrug 1947–2008
Der Dorfsowjet Nemanski selski Sowet (ru. Неманский сельский Совет) wurde im Juni 1947 im Rajon Krasnosnamensk eingerichtet. Ihm gehörten zunächst zehn Orte an (der östliche Teil des Gebietes zwischen den Flüssen Memel und Szeszuppe), die bis auf den Verwaltungssitz Nemanskoje jedoch offenbar schon in den 1950er Jahren in andere Dorfsowjets eingegliedert wurden. Nach dem Zerfall der Sowjetunion bestand die Verwaltungseinheit bis 2008 als Dorfbezirk Nemanski selski okrug (ru. Неманский сельский округ).

### Einwohnerentwicklung
| Jahr | Einwohner | Bemerkungen                                                                    |
| ---- | --------- | ------------------------------------------------------------------------------ |
| 1867 | 965       |                                                                                |
| 1871 | 969       | Davon in den Ortsteilen Szemgallen: 563, Augstrogallen: 365, Böttchershof: 41. |
| 1885 | 1.069     |                                                                                |
| 1905 | 1.175     |                                                                                |
| 1910 | 1.170     |                                                                                |
| 1933 | 1.081     |                                                                                |
| 1939 | 1.094     |                                                                                |
| 1984 | ~ 780     |                                                                                |
| 2002 | 657       |                                                                                |
| 2010 | 714       |                                                                                |
| 2021 | 542       |                                                                                |

## Kirche

### Kirchengebäude
Bei der in den Jahren 1904/05 errichteten Kirche handelte es sich um einen unverputzten Ziegelbau in neugotischem Stil, der Anklänge an die Ordensarchitektur erkennen ließ. Der Innenraum war an Decke und Triumphbogen ausgemalt, sonst in eher schlichtem Stil gehalten. Hinter dem Altar befand sich ein Spitzbogenfenster mit Darstellungen der Kreuzigung Jesu und der Auferstehung Christi. Das Gotteshaus fiel der Zerstörung im Zweiten Weltkrieg zum Opfer. An seiner Stelle befindet sich heute ein Verwaltungsgebäude, unweit des heute noch erhaltenen alten Pfarrhauses.

### Kirchengemeinde
Trappönen wurde am 1. Oktober 1904 Kirchdorf, als das Kirchspiel Trappönen gegründet wurde. Die zehn Kirchspielorte wurden größtenteils aus dem Kirchspiel der Kirche Wischwill, aber auch aus dem der Kirche Lasdehnen herausgenommen. Bereits ab 1899 waren hier Hilfsprediger eingesetzt, ab 1908 gab es ein eigenes Pfarrhaus in Trappönen. Die Pfarrei gehörte zuletzt zur Diözese Ragnit im Kirchenkreis Tilsit-Ragnit innerhalb der Kirchenprovinz Ostpreußen der Kirche der Altpreußischen Union. Heute liegt Nemanskoje im Einzugsgebiet der neu entstandenen evangelisch-lutherischen Gemeinde in Sabrodino (Lesgewangminnen, 1938 bis 1945 Lesgewangen), die Teil der Propstei Kaliningrad (Königsberg) der Evangelisch-lutherischen Kirche Europäisches Russland ist.

## Schule
Das aus früheren Zeiten stammende Schulgebäude steht noch heute und wird für Unterrichtszwecke genutzt. Acht bis neun Lehrkräfte erteilen für etwa 90 Schulkinder Unterricht. Es steht gegenüber dem noch erhaltenen alten Pfarrhaus. Im Jahre 1993 wurde im Dachgeschoss ein kleines Heimatmuseum eingerichtet.